# Adán (nombre)
Adán es un nombre propio masculino de origen hebreo en su variante en español. En la cosmogonía abrahámica, Adán fue el primer hombre creado por Dios sobre la Tierra. Fue un patriarca antediluviano y se le considera un Profeta en el islam. Tuvo como mujer a Eva y fue padre de Caín, Abel y Set.
El patronímico de Adán en español es Adánez ('hijo de Adán'). En inglés es Adamson ('hijo de Adam') o Adams; en ruso, Adamov; en polaco, Adamski.

## Etimología
Proviene del hebreo אָדָם (ʼĀḏām), y significa "hombre", "rojizo", "sangre", o bien "hecho de tierra"; es un personaje bíblico. Hombre de la tierra. De tierra roja.

## Santoral
16 de mayo: Adán, Patriarca de Israel.

## Variantes
- Femenino: Adana.

### Variantes en otros idiomas
| Variantes en otras lenguas | Variantes en otras lenguas |
| -------------------------- | -------------------------- |
| Español                    | Adán                       |
| Albanés                    | Adami, Adhami, Ademi       |
| Alemán                     | Adam                       |
| Árabe                      | آدم (ʼĀdam)                |
| Armenio                    | Adam                       |
| Asturiano                  | Adán                       |
| Bosnio                     | Adem                       |
| Bretón                     | Adam                       |
| Búlgaro                    | Адам (Adam)                |
| Catalán                    | Adam                       |
| Checo                      | Adam                       |
| Danés                      | Adam                       |
| Eslovaco                   | Adam                       |
| Esloveno                   | Adam                       |
| Esperanto                  | Adamo                      |
| Estonio                    | Aadam                      |
| Euskera                    | Adame                      |
| Finlandés                  | Aadam                      |
| Francés                    | Adam                       |
| Gallego                    | Adán                       |
| Griego                     | Αδάμ (Adám)                |
| Hebreo                     | אָדָם (ʼĀḏām)                |
| Holandés                   | Adam                       |
| Húngaro                    | Ádám                       |
| Inglés                     | Adam                       |
| Irlandés                   | Ádhamh, Ádam               |
| Islandés                   | Adam                       |
| Italiano                   | Adamo                      |
| Latín                      | Adamus                     |
| Letón                      | Ādams                      |
| Lituano                    | Adomas                     |
| Noruego                    | Adam                       |
| Persa                      | آدمʼ(Ādāmi)                |
| Polaco                     | Adam                       |
| Portugués                  | Adão                       |
| Rumano                     | Adam                       |
| Ruso                       | Адам (Adam)                |
| Sardo                      | Adàmu                      |
| Siciliano                  | Addamu                     |
| Sueco                      | Adam                       |
| Turco                      | Âdem                       |